# Időhurok (film)
Az Időhurok (eredeti cím: Predestination) 2014-ben bemutatott ausztrál sci-fi akciófilm, melynek rendezője és forgatókönyvírója Michael és Peter Spierig. A főszerepet Ethan Hawke, Sarah Snook és Noah Taylor alakítja. 
A történet az 1959-es All You Zombies című regényen alapul, melyet Robert A. Heinlein írt.
A film 2014. augusztus 28-án jelent meg.

## Cselekmény
A Temporális Iroda - egy olyan intézmény, amely időutazással akadályozza meg a terrortámadásokat és más bűncselekményeket - egy ügynököt küld az évtizedeken át, hogy megakadályozza a terrorista „Fizzle Bomber” támadását. A bomba hatástalanítása közben azonban közbeavatkozik a „Fizzle Bomber”, és nem sikerül ártalmatlanná tenni a bombát. A robbanásban az ügynök megsérül és megégeti az arcát. Megpróbál eljutni az időgéphez, amely egy hegedűtoknak van álcázva, de túl gyenge hozzá. Egy férfi lép be, és odalöki a táskát az ügynökhöz, aki aktiválja az időgépet, és távozik.
Évekig tartó felépülése után, teljesen új külsővel, az ügynök új megbízást kap. Pultosnak álcázva magát, egy bárban találkozik egy férfival, aki háziasszonyoknak szóló magazinokba ír történeteket, és „A leányanya” álnéven ír. Utóbbi azt állítja, hogy az ő élettörténete a legjobb történet, amit a csapos valaha is hallani fog.
A férfi elmeséli, hogy Jane nevű lányként nőtt fel. Jane-t csecsemőként egy árvaházban helyezték el, és ott nőtt fel. Már gyerekként is más volt, mint a többi gyerek, hihetetlenül intelligens, az űr és a matematika iránti rajongással, de szociálisan képtelen volt más emberekkel foglalkozni. Senki sem fogadta örökbe. 
Ehelyett, amikor még fiatal nő volt, megjelent egy Mr. Robertson nevű férfi, aki azt állította, hogy ő a kormány űrprogramjának vezetője, és hogy Jane-t az első nők egyikeként szeretné az űrbe küldeni. Felvették a lehetséges jelöltek közé, és egy sor fizikai és pszichológiai teszten kellett átesnie, amelyeken mindegyiken hibátlanul megfelelt; de mivel összeveszett a versenytársaival, kirúgták a programból. 
Házi kisegítőként vállalt munkát, és esti iskolába járt. Egyik este ott összefutott egy férfival, az első férfival az életében, aki iránt bármit is érzett. Egy pár lettek, és Jane boldog volt, mígnem egy nap a férfi hirtelen nyomtalanul eltűnt. Nem sokkal később Robertson újra megjelent, és elmagyarázta, hogy egyáltalán nem egy űrprogramnak dolgozik, hanem egy titkos kormányzati létesítményt hoz létre, és szeretné abba felvenni Jane-t. Jane boldogan beleegyezik, de nem sokkal később rájön, hogy terhes, és ezért nem fog tudni részt venni a programban. 
Egy kórházban szül egy lányt. Ott közlik vele, hogy a császármetszés során észrevették, hogy Jane belső anatómiája egy nőé és egy férfié is. A szülés során fellépő komplikációk miatt a méhét el kellett távolítani, és megjegyzik, hogy az orvosok képesek lennének Jane-t férfivá operálni. Mivel tudta, hogy hamarosan nevet kell változtatnia, Jane-nek nevezte el a lányát. Nem sokkal később azonban a babát elvitték a kórházból. Kilenc hónapos kórházi kezelés és három műtét után Jane férfiként hagyja el a kórházat - ettől kezdve Johnnak nevezte magát -, és New Yorkba ment. Ott kezdett el történeteket írni háziasszonyi magazinok számára.
Miután John befejezte a történetét, az ügynök megkérdezi tőle, mit tenne, ha szembenézhetne azzal az emberrel, aki felelős az összes szenvedéséért. John megölné őt? Ő igennel válaszol. Válaszul az ügynök azt állítja, hogy pontosan ezt fogják tenni. Johnt a bár pincéjébe vezeti, megmutatja neki az időgépet, és feltárja előtte, hogy a Temporális Iroda az a létesítmény, ahová Mr. Robertson fel akarta és még mindig fel akarja venni Jane-t. 
Az első dolguk az, hogy megöljék azt az embert, aki mindezt tette Johnnal. Az időgéppel elugranak arra a napra, amikor Jane találkozott a férfival az esti iskolában. Az ügynök fegyvert ad Johnnak, és megparancsolja neki, hogy ölje meg a férfit. John elmegy az iskolába, és megvárja a férfit. Eközben Jane összeütközik vele, és John rájön, hogy ő maga az a férfi, akibe még Jane-ként beleszeretett.
Az ügynök figyeli őket, majd megpróbálja végrehajtani régi küldetését, a „Fizzle Bomber” megállítását úgy, hogy ismét visszaugrik az időben. Éppen akkor kapja el, amikor aktiválja a bombát, és harcba száll vele, de a „Fizzle Bomber” legyőzi és kiüti. Amikor az ügynök újra képes mozogni, lövéseket és robbanást hall. Nem sokkal később megégett arccal látja magát, amint megpróbál a hegedűtartóhoz jutni, de nem sikerül neki. Kilép a sötétségből, és az időgépet egykori önmagához löki. Aztán ő maga is eltűnik, és egy kórházban találkozik Robertsonnal. Ez utóbbi figyelmezteti őt, hogy a túl sok időugrás a psziché pusztulásához vezethet. Az ügynök erre megvonja a vállát, és figyelmét a következő feladatára fordítja: Jane csecsemőként való elrablására. Elviszi a babát az időben, és kiteszi az árvaház előtt. Így válik Jane saját gyermekévé: egyszerre anya, apa és gyermek. Ezután az ügynök visszamegy Johnhoz és Jane-hez. Ő az oka annak, hogy John nyomtalanul eltűnik. John érkezik a létesítménybe, és kiképzik az első igazi feladatára.
Az ügynök még egy megbízást kap, mielőtt nyugdíjba vonul: mégiscsak el kell kapnia a „Fizzle Bomber”-t. Egy mosodában találkozik vele, először látja az arcát, és felismeri magát. Amikor megkérdezik tőle, hogy miért öli meg azokat az embereket, későbbi énje azt állítja, hogy azzal, hogy megtámadott és megölt néhány embert, megelőzte a nagyobb és rosszabb pusztításokat. Az ügynök emlékszik Robertsonra és annak kijelentésére, hogy a túl sok időugrás problémákhoz vezethet. Későbbi énje azt mondja, hogy pontosan ez volt előre megjósolva, és ebben a pillanatban a néző a visszatekintésekben megtudja, hogy ő John ügynök, és a „Fizzle Bomber” utáni vadászat csak az az első megbízás, ahol az ügynök új arcot kapott a robbanástól.
John ekkor azt mondja, hogy nem hagyhatja, hogy a „Fizzle Bomber” ennyi embert megöljön, és megöli jövőbeli önmagát.

## Szereplők
(A szereposztás mellett a magyar hangok feltüntetve)
- Ethan Hawke – Doe ügynök – Czvetkó Sándor
- Sarah Snook – Jane/John – Gáspár Kata
  - Monique Heath – Jane 10 évesen – Koller Virág
  - Olivia Sprague – Jane 5 évesen –
- Noah Taylor – Mr. Robertson – Tarján Péter
- Madeleine West – Mrs. Stapleton –
- Christopher Kirby – Miles ügynök –
- Freya Stafford – Alice – Zakariás Éva
- Jim Knobeloch – Dr. Belfort –
- Christopher Stollery – A kérdező – Németh Gábor
- Tyler Coppin – Dr. Heinlein – Rosta Sándor
- Rob Jenkins – Mr. Jones –
- Ben Prendergast – Dr. Clarke –

## Fordítás
- Ez a szócikk részben vagy egészben  a   Predestination (film) című angol Wikipédia-szócikk fordításán alapul.  Az eredeti cikk szerkesztőit annak laptörténete sorolja fel. Ez a jelzés csupán a megfogalmazás eredetét és a szerzői jogokat jelzi, nem szolgál a cikkben szereplő információk forrásmegjelöléseként.
- Ez a szócikk részben vagy egészben  a   Predestination című német Wikipédia-szócikk fordításán alapul.  Az eredeti cikk szerkesztőit annak laptörténete sorolja fel. Ez a jelzés csupán a megfogalmazás eredetét és a szerzői jogokat jelzi, nem szolgál a cikkben szereplő információk forrásmegjelöléseként.